# Heinz Flegel
Heinz Flegel (* 26. Oktober 1923 in Kiel; † 28. Oktober 2017 in Potsdam) war ein deutscher Dermatologe und Venerologe. Er war Professor für Haut- und Geschlechtskrankheiten an der Universität Rostock und Direktor der Universitäts-Hautklinik.

## Leben
Flegel studierte Medizin an den Universitäten Kiel, Tübingen und Straßburg. 1948 schloss er das Studium in Kiel mit dem Staatsexamen und einer Promotion zur Impetigo herpetiformis ab. Nach der Zeit als Pflichtassistent in der Pathologie und Inneren Medizin begann er 1950 seine Ausbildung zum Dermatologen am Universitätsklinikum Jena. 1953 wurde er Facharzt, 1955 Oberarzt. Nach seiner Habilitation 1956 (Zur Spezifität einiger tuberkuloid-granulomatöser Hautaffektionen.) nahm er einen Lehrauftrag in Jena wahr. Von 1958 bis 1959 leitete er die Universitätshautklinik in Jena kommissarisch. 1959 nahm er eine Professur für Haut- und Geschlechtskrankheiten an der Universität Rostock an. Er wurde Nachfolger von Werner Schulze, der die DDR 1958 aus politischen Gründen verlassen hatte. In Rostock baute Flegel verschiedene Ambulanzen auf und erweiterte die diagnostischen Möglichkeiten am Standort der Hautklinik. Der Flegel bei seinem Wechsel nach Rostock zugesagte Neubau der Hautklinik kam hingegen nicht zustande. 1988 wurde Flegel emeritiert. Sein Nachfolger am Rostocker Lehrstuhl wurde Wolfgang Diezel. Nach der Emeritierung war Flegel noch bis 1997 als niedergelassener Dermatologe berufstätig.
Heinz Flegel war Erstbeschreiber der Hyperkeratosis lenticularis perstans, die auch als Morbus Flegel bezeichnet wird. Er leitete von 1974 bis 1991 die Arbeitsgemeinschaft Dermatohistologie in der Gesellschaft für Dermatologie der DDR.
Flegel war verheiratet und Vater von vier Kindern.